# 幡谷祐一
幡谷 祐一（はたや ゆういち、1923年10月6日 - 2018年1月11日）は、日本の実業家。茨城県東茨城郡小川町（現在の小美玉市）生まれ。

## 略歴
- 1923年　茨城県東茨城郡小川町に出生。
- 1943年　学徒出陣により出征。
- 1946年　日本大学法文学部卒業。
- 1955年　茨城トヨペットを買収し社長に就任。
- 1966年　茨城県商工信用組合理事に就任。[3]
- 1972年　茨城県商工信用組合常務理事に就任。[3]
- 1976年　茨城県商工信用組合専務理事に就任。[3]
- 1981年　茨城県商工信用組合副理事長に就任。[3]
- 1984年　財団法人幡谷教育振興財団を設立。
- 1987年　茨城県信用組合理事長に就任[4]。
- 1998年　全国信用協同組合連合会会長に就任[4]。
- 1998年　漢詩集「水車-平成自由詩」を出版。
- 2007年　筑波大学大学院に83歳で進学。
- 2008年　旭日中綬章を受章[5]。
- 2010年　筑波大学大学院生命環境科学研究科博士課程修了。『 産学官共同のバイオディーゼル燃料プロジェクトの総合評価と技術的知見に関する研究』により博士（学術）[6]取得（全国最高齢、当時）[7]。
- 2010年　紺綬褒章受章[8]。
- 2011年　「ディーゼルエンジン搭載車両のバイオ燃料・軽油切替システム」の特許取得[7]。
- 2012年　茨城県信組理事長を退任し、代表権のある会長に就任[9]。
- 2018年　老衰のため死去。94歳没[2][10]。叙従五位[11]。

## 主な職歴

### 現職
- 茨城県中小企業団体中央会　名誉会長
- 茨城県信用組合協会　会長
- 茨城県防衛協会　会長
- 茨城県自衛隊除隊者雇用協議会　会長
- 茨城県暴力追放センター　理事長
- 茨城県安全運転管理者協議会　会長
- 茨城県行財政改革推進懇談会　会長
- 茨城県イタリア･エミリア･ロマーニャ州友好交流協会　会長
- 茨城県漢詩連盟　会長
- 茨城県ハンドボール協会　名誉会長
- 茨城県国際交流協会　評議員
- 水戸市国際交流協会　理事長
- 茨城県信用組合　会長
- 茨城トヨペット　取締役会長
- はたやモータープール　取締役会長
- トヨタ部品茨城共販　取締役会長
- 茨城新聞文化福祉事業団　理事

### 歴任した役職
- 茨城県公安委員会　委員長
- 全国信用協同組合連合会　会長
- 全国中小企業団体中央会　副会長
- 茨城県信用組合　理事長
- 全国しんくみ保証　取締役会長
- しんくみ総合サービス　取締役会長
- しんくみ情報サービス　取締役会長
- 幡谷本店　社長
- 茨城新聞社　取締役
- 茨城放送　取締役
- 茨城キリスト教学園　理事
- 土浦第一高等学校進修同窓会　会長

## 人物
- 最終学歴は筑波大学大学院生命環境科学研究科博士課程修了。学位は博士（学術）。研究テーマは「廃食用油の回収による地域環境及び社会経済影響総合評価」[12]。
- 父は茨城県信組の創業者で、茨城県議や小川町長を務めた幡谷仙三郎。衆議院議員を務めた幡谷仙次郎は叔父にあたる[13]。
- 県内27社で構成される幡谷グループを率いる。又、茨城県信組の理事長を25年に渡って務め、県内1信組への統合を推し進めた他、同信組を84店舗、預金量1兆円の巨大信組に育てた[14]。
- 参議院議員で内閣府復興副大臣を務める岡田広、茨城県知事の橋本昌、水戸市長の高橋靖など県内選出政治家の後援会長を務める等、政界に影響力を有する[15][16]。
- 茨城県漢詩連盟の創立に携わった。[17]また、自身も、70代を迎えてから自ら生み出した漢文法や作法を無視した詩型である「平成自由詩」の創作を盛んに行い、詩集を全6冊出版している。
- 宗教法人小幡山七福神神社の祭主を務める[18][19]。
- 自ら考案した「HATAYA式車両用座席」の実用新案権による資金を用い、財団法人幡谷教育振興財団を設立。理科教育における優れた取り組みを行う小中学校に対し助成金を贈呈している[20]。
- 80歳を過ぎてもなお経営者として現役でいられる秘訣について、「夜の付き合いを一切しないこと」と述べた[21]。
- 2011年、水戸市教育委員会が出版した小中学生向け道徳副読本「まごころ」に、存命中の人物としては唯一、「終わらない挑戦」と題した幡谷の半生記が掲載された[22]。
- 2011年、後援会長を務めた前水戸市長の加藤浩一の考案により、東日本大震災で被災した宮城県石巻市のホタテ協業組合にフォークリフトを私費で寄贈した[23]。

## 幡谷グループ

### 幡谷祐一が実質的なオーナーを務める主な企業
- 茨城県信用組合
- 茨城トヨペット
- トヨタ部品共販茨城
- はたやモータープール
- 富士菱石油
- 信用商事
- けんしんリース
- けんしん保証

### 幡谷祐一の親族が実質的なオーナーを務める主な企業
- 幡谷本店
- 幡谷不動産
- ハタヤ商事
- 茨城電通
- 茨城ヤナセ
- トヨタL＆F茨城
- ネッツトヨタ水戸
- トヨタレンタリース茨城
- トヨタホーム茨城
- トヨタカローラ南茨城
- 茨城日野自動車
- 茨城トヨタ整備
- タックス
- ベストゴルフ水戸
- 茨城トヨタ通信サービス
- 茨城トヨタ中古自動車
- 茨城トヨタ陸送
- ジョイカルチャー
- アネシスセキュリティ
- ジェームス茨城
- センチュリービークルズ
- 物流企画茨城

## 受賞・栄典等
- 1989年 アナハイム市名誉市長
- 2004年 水戸市文化栄誉賞
- 2008年 旭日中綬章
- 2010年 紺綬褒章
- 2011年
  - 日本環境共生学会賞・学位賞
  - 日本地域学会賞・田中啓一賞（博士論文賞）

その他、茨城県特別功績章、自治大臣表彰、警察協力章、警視総監章、暴力追放栄誉金章、交通栄誉章緑十字金章など。

## 家族・親族
両親
- 父　仙三郎 （茨城県議会議員、小川町長、茨城県商工信用組合創業者）
- 母　なを

兄弟
- 剛司 （茨城ヤナセ相談役、石岡地区通運会長、幡谷不動産社長、鹿島参宮通運会長）

- 浩史（茨城トヨタ自動車会長、茨城県経営者協会副会長）

妻子
- 妻　輝子
- 長男　定俊 （茨城トヨペット社長、茨城県危険物安全協会連合会会長、茨城県自動車販売店協会会長）
- 次男　直樹 （元昭和女子大学大学院教授、医療法人公華会理事長）

他家
- 叔父　仙次郎 （元衆議院議員、元鹿島参宮通運社長）
- 甥　史朗 （茨城トヨタ自動車社長、日本自動車販売協会連合会常任理事）
- 甥　公朗 （茨城日野自動車社長、ネッツトヨタ水戸社長）
- 甥　信勝 （茨城県信用組合副理事長）
- 甥　貞賢 （茨城電通社長、茨城県醤油工業協同組合理事長）

## 主な著書
- 『水車-平成自由詩』（1998年・日経事業出版センター）
- 『山寺-平成自由詩』（2000年・日経事業出版センター）
- 『野分-平成自由詩』（2004年・日経事業出版センター）
- 『三春-平成自由詩』（2007年・日経事業出版センター）
- 『筑波-平成自由詩』（2009年・日経事業出版センター）
- 『天妹-平成自由詩』（2015年・日経事業出版センター）

## 関連事項
- 茨城県信用組合
- 全国信用協同組合連合会
- 橋本昌
- 岡田広
- 茨城県出身の人物一覧
- 日本大学の人物一覧
- 筑波大学の人物一覧